# Museo del Palazzo di Manhyia
Il Museo del Palazzo di Manhyia (in inglese Manhyia Palace, [menʃia ˈpæl.ɪs]) è un museo ghanese, sito nel quartiere Manhyia di Kumasi.

## Storia
Il Museo sorge in un edificio eretto nel 1925 dall'Impero Britannico come dono al re degli ashanti (Asantehene in lingua twi) Otumfuo Nana Agyeman Prempeh I, la cui residenza era andata distrutta durante la Guerra dello sgabello d'oro. Gli ashanti decisero di acquistare l'edificio prima che vi si insediasse il re al ritorno dal suo esilio, iniziato nel 1897, nelle isole Seychelles, affinché fosse libero dai dettami dei britannici. L'edificio fu la residenza dei re Prempeh I (1925-1931), Prempeh II (1931-1970) e Opoku Ware I (1970-1995).
Il 12 agosto 1995, in occasione delle celebrazioni del giubileo d'argento del suo regno, Nana Opoku Ware I si trasferì in un'altra dimora e aprì il palazzo alla cittadinanza: il nome Manhyia deriva dalla fusione della frase twi Oman nhya ossia "il popolo si incontra". Nello stesso anno, tramite la fondazione Otumfuo Opoku Ware II Jubilee Foundation appena istituita, la residenza fu convertita in un museo, con l'obiettivo di conservare il patrimonio storico e culturale del popolo ashanti.
Nella proprietà sono presenti i discendenti dei pavoni donati al re Prempeh II dallo Scià di Persia Mohammad Reza Pahlavi negli anni Settanta.
Il museo ospita molte celebrazioni e iniziative legate alle ricorrenze ashanti e relative alla famiglia reale. Collabora con diverse istituzioni accademiche e pubblica libri sul folklore, la storia e la cultura ashanti.